# Tomasa Gómez Morejón
Tomasa Gómez Morejón  (Pamplona, 1825 - Hernani, 1874) fue una mujer emprendedora y empresaria española del siglo XIX dedicada a la elaboración y comercio del azúcar y a la fabricación de la harina.

## Contexto histórico y social
Hasta el siglo XIX las mujeres navarras solían trabajar en los espacios en los que tradicionalmente lo habían hecho: como campesinas, criadas, lavanderas, costureras, mercaderas, etc.  pero empezaba a ser habitual su presencia en las fábricas y talleres que surgían en Pamplona y otras ciudades españolas, como obreras o como empresarias. Entre estas últimas destacaron María Teresa Muñagorri (prestaba capitales), Juana de Vega (mecenas de Pablo Sarasate), Anastasia de Izu (regentó un establecimiento de chocolatería), Juana de Piedramillera (fue accionista de la fábrica de papel de Villava) y Tomasa Gómez Morejón, mujeres emprendedoras, fundadoras de sociedades mercantiles, mecenas e incluso prestamistas. A lo largo del siglo fueron apareciendo establecimientos industriales donde la presencia femenina era constante.

## Biografía
Respecto a su lugar de nacimiento, hay divergencias según la documentación que se consulte, en alguna consta como nacida en Matanzas (Cuba)  y en otra en Pamplona (Navarra, España).
Casó en primeras nupcias con Antonio de la Vega y Cáceres, contador de primera clase del Tribunal mayor de la Isla de Cuba, que figura como fallecido en 1852. En documentación oficial de 1874 figura que estuvo casada por segunda vez pero no consta el nombre de su marido. Por tercera vez contrajo matrimonio, en esa ocasión con el guipuzcoano afincado en París José Antonio Murua (nacido en 1818 y fallecido en1869).
Entre las propiedades del matrimonio destacaba el palacete Murua de Hernani, derruido en 1970. Construido en 1854, fue la vivienda veraniega de la pareja. El resto del año residían en Madrid, junto al parque del Retiro. El matrimonio invirtió parte de su fortuna en obras benéficas como la construcción del asilo y escuela de las Hijas de la Caridad de Hernani.
No tuvo descendencia por lo que cuando falleció en 1874, heredó su fortuna y propiedades su sobrina política Casimira de la Vega y Rodríguez de Bujalance.

## Empresaria
Tomasa ya era heredera universal de su primer marido Antonio de la Vega. Al morir su segundo marido, Murua, se hizo cargo en solitario de los negocios y de las propiedades del matrimonio. Dueña con anterioridad de una explotación azucarera de 6539 hectáreas en Cuba, se asoció con el marido de su sobrina política y futura heredera Casimira de la Vega, Gregorio Alzugaray, para participar con el 50% en la propiedad de una moderna fábrica harinera en Rochapea, cerca de Pamplona (Harinera Alzugaray y Compañía). En la sociedad ya participaba con anterioridad el marido de Tomasa, aunque con menor representación.

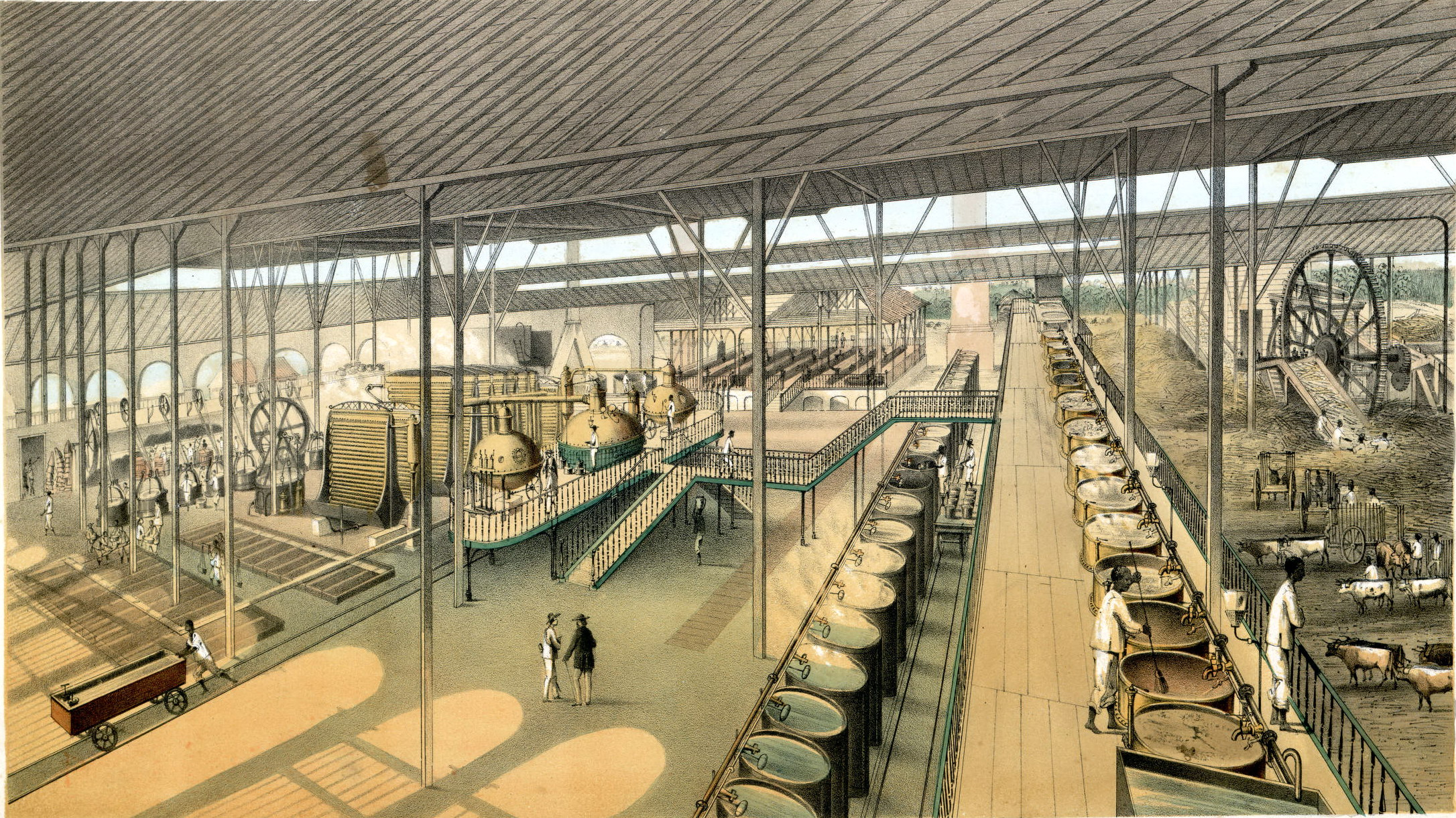
Industria azucarera en Cuba, 1857.

La sobrina de Tomasa, Casimira Vega Rodríguez Bujalance, era hija de terratenientes manchegos con familiares comerciantes de San Sebastián y Vigo. Había contraído nupcias con Alzugaray el año 1856 y aportado a la sociedad conyugal 420.000 reales. Este capital se vio incrementado con la participación de su tía y con la ampliación del negocio harinero hacia las Antillas. La estrategia de los negocios a veces se consolidaba en las secretarías de los notarios y en el altar, con funerales y desposorios.